# Амека глянцевая
Глянцевая амека (лат. Ameca splendens), также блестящая амека — вид живородящих лучепёрых рыб семейства гудиевых, единственный в роде Ameca. В природе была распространена в бассейнах горных рек Мексики: Амека, Теучитлан и др. В 1996 году ей был присвоен статус вида, исчезнувшего в дикой природе; в 2018 году оценка изменена на вид, находящийся на грани полного исчезновения.

## Описание
Амека имеет высокое, сжатое по бокам тело. Она очень подвижна. Самки крупные, 10—12 см, серебристого цвета с черными крапинками по всему телу. Самцы мельче, 6—8 см, с зеркально-блестящими чешуйками, хвостовой плавник самца оторочен чёрно-жёлтым кантом. В утренние часы по всему телу рыб, от глаз до хвостового плавника, проявляется чёрная полоса, которая при ярком освещении исчезает или становится еле заметной.
Орган спаривания у самцов (псевдофалус) развился в результате преобразования передней части анального плавника, в то же время задняя часть плавника осталась без изменений. Внутриутробное питание и газовый обмен у эмбрионов осуществляется за счет своеобразных плацентарных нитей — трофотений, соединенных ворсинками со слизистой оболочкой яичников. У новорожденных рыб трофотении видны некоторое время, но затем они исчезают.